# Фабрична інспекція
Фабрична інспекція — державний орган Російської імперії, що мав наглядати за виконанням фабричного законодавства і стосунками між робітниками та підприємцями. Заснована 1882 в системі міністерства фінансів; у період з 1905 по 1917 — у підпорядкуванні міністерства торгівлі та промисловості, з 1917 — міністерства праці. У перші два роки своєї діяльності Ф.і. охоплювала 3 губернії центрально-промислового району Росії, 1884 в її складі було утворено 9 т. зв. фабричних округів, 2 з яких — Київський та Харківський — включали українські землі. 1894—99 фабричні округи було ліквідовано, їхні функції перебрали на себе старші губернські фабричні інспектори та губернські у фабрично-гірничих справах присутствія. 1900 старі фабричні округи було відновлено, однак до їхнього відання не потрапили вже ремісничі заклади, дрібна промисловість, гірничо-заводські та казенні підприємства, залізниці.
З початку існування Ф.і. займалася статистичним узагальненнями підпорядкованих їй питань. Зокрема, з 1885 по 1889 вона публікувала «Звіти фабричних інспекторів», а з 1900 по 1914 — регулярні «Зведення звітів фабричних інспекторів» — цінні джерела з історії вітчизняної промисловості й робітництва.
Із лютого по жовтень 1917 діяльність Ф.і. була припинена, а від 18 травня 1918 більшовики своїм декретом зліквідували її законодавчо.
Фонди Київського та Харківського фабричних округів зберігаються у ЦДІАК України.

## Фабричні округи Російської імперії та їх склад (1904)
- 1. Київський фабричний округ: Бессарабська, Волинська, Київська, Мінська, Могильовська, Подільська, Полтавська, Таврійська, Херсонська, Чернігівська губернії.
- 2. Харківський фабричний округ: Бакинська, Воронезька, Калузька, Катеринославська, Курська, Кутаїська, Орловська, Пензенська, Тамбовська, Тифліська, Тульська, Харківська, Чорноморська губернії, Батумська, Донська області, Сухумський округ[1].
- 3. Варшавський фабричний округ: Варшавська, Віленська, Гродненська, Каліська, Келецька, Ковенська, Ломжинська, Люблінська, Петроковська, Плоцька, Радомська, Седлецька, Сувалкська губернії.
- 4. Московський фабричний округ: Владимирська, Вологодська, Костромська, Московська, Рязанська, Смоленська, Ярославська губернії.
- 5. Поволзький фабричний округ: Астраханська, Вятська, Казанська, Нижегородська, Оренбурзька, Пермська, Самарська, Саратовська, Симбірська, Уфімська губернії.
- 6. Санкт-Петербурзький фабричний округ: Архангельська, Вітебська, Естляндська, Курляндська, Ліфлянська, Новгородська, Олонецька, Псковська, Санкт-Петербурзька, Тверська губернії.